# فسخ (جنس)
فَسَخ هو جنس من الفطريات في فصيلة Xylariaceae تتكون من أكثر من 90 نوعا. العديد من الأنواع في هذا الجنس هي من مسببات الأمراض النباتية. عُثِر على أحافير الفَسَخ في صخور عمرها 12 مليون عام من وسط إنكلترة. 